# Vodeni Puh
Koordinati:   43°40′36″N, 15°31′06″E
Vodeni Puh je majhen nenaseljen otoček v Jadranskem morju. Pripada Hrvaški.
Otoček, ki ima površino manjšo od 0,01 km², leži v Narodnem parku Kornati, okoli 1 km južno od rta Mede na otoku Kurba Vela.